# Toxopoda soror
Toxopoda soror är en tvåvingeart som beskrevs av Lorenzo Munari 1994. Toxopoda soror ingår i släktet Toxopoda och familjen svängflugor. Inga underarter finns listade i Catalogue of Life.